# Celia Gámez
Celia Gámez   (Buenos Aires, 25 d'agost de 1905 - Buenos Aires, 10 de desembre de 1992) va ser una actriu de cinema argentina, i un de les icones de l'Edat Daurada del teatre espanyol. Era més coneguda en l'Espanya de Franco, particularment en els seus últims anys, com La Protegida.

## Biografia
Va néixer en Buenos Aires, Argentina, però hi ha alguna disputa respecte a la seva data de naixement, ja que no hi ha registre documental d'ella. Així com no hi ha còpia del seu certificat de naixement disponible, no hi ha còpia d'un certificat de defunció. Hi ha un ampli consens (però no unànime) de què va morir a 87 anys. Es va dir que havia estat amant d'un gran número d'homes famosos, entre ells José Millán Astray i el rei Alfons XIII.

## Família
El seu pare era d'ascendència espanyola i estava orgullosa de la seva ascendència. Educat en un convent, va arribar a Espanya des d'Argentina per buscar oportunitats professionals. Va romandre allí permanentment des de 1926. Al principi era una famosa cantant de tangos i xotis.
Es va casar una vegada el 1944 amb José Manuel Goenaga, però mai no va tenir fills.

### Carrera
Celia Gámez va ser descoberta per l'empresari Salvador Videgain a l'Argentina actuant amb Gloria Guzmán. Videgain les va presentar amb Las Castigadoras el 1927 en el teatre Romea de Madrid, cosa que li donaria l'oportunitat de protagonitzar Las lloronas el 1928. Van seguir Por si las moscas 1929, Las cariñosas 1930, Las pantorrillas, Gran clipper. El 1940 va protagonitzar famosos títols de revista i va augmentar la seva popularitat amb cançons com El Pichi i Por la calle de Alcalá (1931, de las Leandras) i La Devoradora (1932); aquesta última convertint a l'actriu en la vampiressa del teatre espanyol entre els seus seguidors. Va crear la seva companyia amb noms com Tony Leblanc, Concha Velasco, Florinda Chico, Lina Morgan i Esperanza Roy. Els títols van seguir: La cenicienta del palace, Yola, Si Fausto fuera Faustina, Rumbo a pique, Fin de semana, Hoy como ayer, Gran revista, La estrella de Egipto, Dólares, La hechicera en palacio, El águila de fuego, Su Excelencia la embajadora, La estrella trae cola 1960 i Mami llévame al colegio amb Ángel de Andrés, versió de Las Leandras. 1964.

## Filmografia
Gámez es va negar a treballar a Hollywood, ja que no parlava anglès i no volia fer petits papers. [cita necessària] Va protagonitzar El sargento Lápida (1937), El diable con faldas (1938), i Rápteme usted (1940), entre altres pel·lícules. Va treballar a Espanya en Las Leandras (1968) alternant amb estrelles com Juanito Navarro, i altres, on cantava la cançó Por la calle de Alcalá. El 1971 Canciones de nuestra vida i el 1974 Mi hijo no.

### En música, art i moda
Francisco Alonso va escriure moltes cançons per ella, entre elles la famosa Por la calles de Alcalá. Ha estat gravada per molts cantants, incloent-hi Plácido Domingo. Altres compositors també van compondre cançons per ella. La Casa de Peris va dissenyar creacions extravagants només per ella.

### Cançons famoses
- Si vas a París papá
- El Pichi
- ¡Viva Madrid!
- Mírame
- Horchatera valenciana
- Los nardos (Por la calle de Alcalá)
- La Lola
- Un millón
- El beso
- Estudiantina portuguesa